# Nikolaus II. (Troppau)

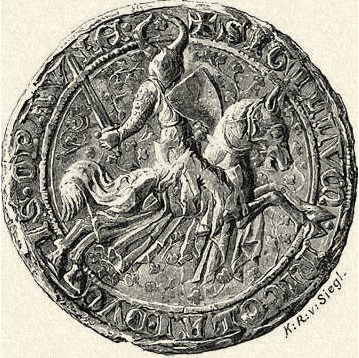
Siegel des Herzogs Nikolaus II.

Nikolaus II. von Troppau (tschechisch Mikuláš II. Opavský; * um 1288; † 8. Dezember 1365) war 1318–1365 Herzog von Troppau und 1337–1365 Herzog von Ratibor sowie Kämmerer des Königreichs Böhmen. 1350 bekleidete er das Amt des Landeshauptmanns der Grafschaft Glatz.

## Leben
Nikolaus II. von Troppau entstammte dem Troppauer Zweig der böhmischen Přemysliden. Seine Eltern waren Nikolaus I. von Troppau und Adelheid von Habsburg, eine Nichte des Königs Rudolf I. Er gehörte zu den Anhängern des böhmischen Königs Johann von Luxemburg, der ihm 1318 das Troppauer Gebiet, das seinem Vater Nikolaus I. seit 1269 gehört hatte, als Lehen übertrug und es gleichzeitig zu einem eigenständigen Herzogtum erhob. Nach Antritt seiner Herrschaft verlegte er die Grätzer Herzogsresidenz nach Troppau und vermählte sich um 1318 mit Anna, der einzigen Schwester des Ratiborer Herzogs Lestko. Da Lestko keine leiblichen Nachkommen hinterließ, fiel das Herzogtum Ratibor nach seinem Tod 1336 als erledigtes Lehen durch Heimfall an König Johann, der es 1337 seinem treuen Vasallen Nikolaus II. verlehnte. Durch die Doppelherrschaft Troppau-Ratibor stieg Nikolaus zu einem der mächtigsten Fürsten am Oberlauf der Oder auf. Mit der Übernahme durch Nikolaus II. gelangte Ratibor an ein landfremdes Geschlecht, und durch die Personalunion mit Troppau erfolgte auch eine politische Hinwendung Troppaus zu Schlesien hin. Nachdem auch die Oppelner Fürsten einen unbegründeten Anspruch auf Ratibor geltend machten, verkaufte ihnen König Johann 1337 das bisher mährische Neustadt. Für das Jahr 1350 ist Nikolaus II. als Landeshauptmann der Grafschaft Glatz nachgewiesen. 1355 musste er Cosel und Gleiwitz herausgeben, die an Herzog Lestko versetzt gewesen waren.

## Familie
Nikolaus war dreimal verheiratet.
Um 1318 vermählte er sich mit Anna († um 1340), einer Tochter des Ratiborer Herzogs Primislaus. Dieser Ehe entstammte die Kinder
- Johann I. († 1380/82), ⚭ 1361 Anna, eine Tochter des Herzogs Heinrich V. von Glogau-Sagan († 1369). Mit ihr begründete er die přemyslidische Stammlinie Troppau-Ratibor.
- Euphemia († 1352), ⚭ 1335 Herzog Siemowit/Ziemowit III. von Masowien († 1381)
- Elisabeth († 1386), Nonne im Ratiborer Dominikanerinnenkloster
- Agnes († 1404), Nonne im Ratiborer Dominikanerinnenkloster
- Anna († 1361), ⚭ 1346 Burchard XI. von Querfurt, Graf zu Hardegg und Retz, Burggraf von Maidburg († 1360/61)
- Margarete († 1363), ⚭ 1349 den Markgrafen Johann Heinrich (1322–1375).

Nach Annas Tod um 1340 heiratete Nikolaus um 1342/5 Hedwig († 1359), eine Tochter des Herzogs Konrad I. von Oels († 1366). Dieser Ehe entstammte der Sohn
- Nikolaus III. († 1394), 1377–1394 Herzog von Leobschütz

In dritter Ehe vermählte sich Nikolaus II. 1360 mit Jutta († nach 1378), einer Tochter des Herzogs Boleslaw II. von Falkenberg. Dieser Ehe entstammten die Kinder
- Anna († 1398), ⚭ 1379 Peter von Sternberg († 1397)
- Wenzel I. († 1381), 1377–1381 Herzog von Troppau
- Přemysl/Primislaus I. († 1433), 1365–1433 Herzog von Troppau, ab 1394 Herzog von Leobschütz